# Maxim Schalles
Maxim Schalles (* 25. Oktober 1999) ist ein deutscher Handballspieler, der auf der Rechtsaußen-Position spielt. Sein aktueller Verein ist der TV Großwallstadt.

## Karriere
Schalles erlernte das Handballspielen bei der HSG Gensungen/Felsberg. Über Melsungen kommt Schalles 2016 nach Lemgo. Dort spielt der Linkshänder beim TBV Lemgo, wo er vorrangig in der 2. Mannschaft eingesetzt wird. Am 3. März 2019 bestritt Schalles für die erste Mannschaft ein Bundesligaspiel gegen die SG Flensburg-Handewitt. Hierbei erzielte er in sieben Minuten Spielzeit insgesamt drei Treffer. In der Saison 2019/20 war Schalles per Zweitspielrecht für den Zweitligisten TV Emsdetten spielberechtigt. In der Saison 2020/21 bekommt Schalles erneut Einsatzzeit in der Bundesligamannschaft des TBV Lemgo. Im Ostwesfalen-Derby glänzt er mit 4 Toren und führt Lemgo zum Derbysieg. In der Saison 2021/22 war er wieder für seinen Heimatverein ESG Gensungen/Felsberg auf Torejagd.
Seit der Saison 2022/23 steht Schalles beim Zweitligisten TV Großwallstadt unter Vertrag.